# إيلانلو
إيلانلو هي قرية في مقاطعة بل دشت، إيران. يقدر عدد سكانها بـ 336 نسمة بحسب إحصاء 2016.